# کاسکو شیپینگ لاینز
کاسکو شیپینگ لاینز (انگلیسی: COSCO Shipping Lines) شرکت دولتی کشتیرانی چینی است، که در سال ۲۰۱۶ تأسیس شد.